# Lusignan, Vienne

Lusignan este o comună în departamentul Vienne, Franța. În 2009 avea o populație de 2,618 de locuitori.